# Герб Захарівського району
Герб Захарівського району — офіційний символ Захарівського району, затверджений 21 жовтня 2009 р. рішенням сесії районної ради.

## Опис
Щит розтятий двічі на зелене, лазурове та зелене поля. На верхній частині щита золотий орел з розпростертими крилами, під ним два золоті вертикальні стебла ковили. Щит увінчано золотою територіальною короною. З боків щит обрамлено золотим колоссям, обвитим виноградною лозою з гронами. Під щитом - вишитий рушник з написом "Захарівський район".